# Forbach
Forbach é uma comuna francesa na região administrativa do Grande Leste, no departamento de Mosela. Estende-se por uma área de 16.32 km², e possui 21.652 habitantes, segundo o censo de 2018, com uma densidade de 1.300 hab/km².